# Tisamenus fratercula
Tisamenus fratercula är en insektsart som först beskrevs av Rehn, J.A.G. och J.W.H. Rehn 1939.  Tisamenus fratercula ingår i släktet Tisamenus och familjen Heteropterygidae.
Artens utbredningsområde är Filippinerna. Inga underarter finns listade i Catalogue of Life.